# バッドウェア
バッドウェアとは、ユーザの知らない間に（しばしば悪意をもって）隠し機能を仕込むことにより、ユーザの害になるような行為を行なうソフトウェアのことである。
バッドウェアは、アメリカの消費者団体、StopBadwareが提唱する概念であり、「bad（悪い、信頼におけない、無作法な）」ソフトウェア（software）という造語である。

## StopBadwareについて
StopBadwareは、バッドウェアのWebサイトについて予防、緩和、治療を通じてWebをより安全にすることに注力するマルウェア対策の非営利組織である。
StopBadware.orgを継承する。
StopBadware.orgは、2006年にハーバード大学のバークマン・センターにおいて開始されたプロジェクトであった。
スピンオフし、独立組織となり、2010年1月に称号から「.org」を落とした。

## バッドウェアの定義

### 当初
StopBadware.orgは当初（2006年）、「バッドウェア」を次のように定義した：
1. 当該アプリケーションが欺くように、もしくは不可逆的に（irreversibly）ふるまう場合
2. 当該アプリケーションが次の事項なしに潜在的に反対されうる（objectionable）ふるまい加担している場合： 

  - まず、明快かつ非技術的な言葉でユーザに「このようなふるまいを行うこと」を顕著に（prominently）に開示する

  - 次に、アプリケーションのその観点についてユーザの肯定的な（affirmative）承諾を得る[2]

当初の使命は、「産業界と政策当局を、ユーザをバッドウェアから護る責任と適合するように支援し、ユーザが自信を護るのを助けるツールや情報を提供すること」であった。
StopBadwareは「ソフトウェアは、ソフトウェア利用許諾契約（EULA）におけるいかなる免責事項、もしくは、当該ユーザによって主張される（purported）承諾に関わらず、特定の禁止事項を行う場合、バッドウェアである」という立場をとっていた。
「密かにダウンロードすること」と「追加的なソフトウェアの出自や目的についてユーザに知らせること無しにそのソフトウェアをインストールすること」は、このような禁止されるふるまいの例である。
StopBadwareは、プログラムによる不正なふるまいの報告を調査し、ベンダーに発見事項について返答する機会を与えた。

### 現在
StopBadwareは現在、webベースのマルウェアに焦点を当てており、現在、バッドウェアを「どのように彼／彼女のコンピュータもしくはネットワーク接続が使われるかについて、根本的にユーザの選択を無視するソフトウェア」と定義している。
これには、ウイルス、トロイの木馬、ルートキット、ボットネット、スケアウェアや多くの他の種類のマルウェアが含まれる。
バッドウェアのwebサイトとは、意図的に、あるいは、侵害されてしまったことによって、バッドウェアの配布を助けているwebサイトである。

## StopBadware.orgがバッドウェアとして認定したソフト

### AOL 9.0
2006年8月に StopBadware.org はAOLの無料版のインターネット接続クライアントソフト「AOL9.0」をバッドウェアに指定した。AOL9.0には多数のソフトウェアが付属しているが、これをインストールすることや、自動アップデートがデフォルトで有効になっていることが明確にユーザに通知していないこと、アンインストールが困難であること等を理由としてあげている。大手の企業が提供するソフトウェアがバッドウェアと認定された事例はこれが初めてで、StopBadware.org の共同ディレクターを務める ジョン・パルフレイ自身「いままで認定してきた悪意あるバッドウェアを提供する企業と、同じカテゴリに入れることはできない。」と発言している。
AOLの広報担当者は「改善案を検討し、主にユーザーインターフェースを微調整するといった問題の解決に取り組む」と、対応措置を取る計画であることを述べている。

### RealPlayer 10.5、11
2008年1月、StopBadware.org はリアルネットワークスが提供する著名なメディア再生ソフトであるRealPlayerの10.5 と 11 の二つをバッドウェアとして指定した。なお RealPlayer 10.5 と 11 がバッドウェアとして指定された理由はそれぞれ別のものであり、両者ともインストール時の使用許諾書の記述に問題があることを理由としている。
RealPlayer 10.5 がバッドウェアに指定された理由は、このソフトウェアはインストール時に「メッセージセンター」と呼ばれる機能をインストールするが、この機能がポップアップ広告を表示することを問題点として挙げている。StopBadware.org はこのメッセージセンター自身をインストールする旨は使用許諾書に明記されているが、この機能が広告を表示することが書かれていないことをバッドウェアと指定した理由としている。
リアルネットワークスの副社長であるジェフ・チェセンは、この機能が「うっとうしい」事は認めているがユーザ側で簡単に無効化することができるため問題にはならないと反論している。また、RealPlayer 10.5以降の製品でこの機能はデフォルトでは無効になっていることも指摘している。
もう一つの RealPlayer 11 がバッドウェアとして指定された理由は、このソフトウェアがインストール時に「Rhapsody Player Engine」というソフトウェアを導入し、さらにアンインストール時にこのソフトウェアが削除されていないことを問題点として挙げ、StopBadware.org はこのソフトがアンインストール時に削除されないことを使用許諾書に明記すべきだとしている。
これに対し、ジェフ・チェセンはこれはアンインストール時のバグであり、本来は削除されるべきものが残ってしまっていると主張している。またこのバグによりユーザが被害を受ける可能性は無いと反論し、次のバージョンでは修正するとしている。
2009年4月、StopBadware.org は新バージョンがこれらの問題を解決しているとして、RealPlayerのバットウェア認定を解除した。

## その他
2008年4月に StopBadware.orgはAppleがWindows版iTunesにバンドルしているソフトウェア更新ツールをバッドウェアとして指定しようとしたが、直前になってアップルが対処したため見送ったことを発表した。
この更新ツールはアップデートの項目の中にSafariなど別のソフトウェアがあり、これらがアップデートと称してインストールされることを問題点としStopBadware.orgは 17日にバッドウェアとして指定したことを発表する予定だったがその前日に更新された版では別ソフトウェアは「新しいソフトウェア」として項目分けされており問題点が解消されていたため、これを撤回した。このことについて StopBadware.org は「これはコンシューマーのためになる」と評価している。